# Brändön
Brändön är en by och tätort i Luleå kommun. Brändön ligger cirka 25 km norr om Luleå stad. Byn ligger på ön med samma namn som nästan är sammanvuxen med fastlandet och förbinds med detta av en vägbro. 

## Historia
Byn härstammar åtminstone från medeltiden. Enligt skattelängderna för Älvsborgs lösen 1543 fanns flera bönder i byn. Många som bor i byn pendlar in till Luleå eller jobbar på en såg i grannbyn Örarna.
Örarna/Brändön valdes till Årets by i Luleå kommun 2008.

### Befolkningsutveckling
| Befolkningsutvecklingen i Brändön 1990–2020 | Befolkningsutvecklingen i Brändön 1990–2020 | Befolkningsutvecklingen i Brändön 1990–2020 | Befolkningsutvecklingen i Brändön 1990–2020 | Befolkningsutvecklingen i Brändön 1990–2020 |
| ------------------------------------------- | ------------------------------------------- | ------------------------------------------- | ------------------------------------------- | ------------------------------------------- |
|                                             |                                             |                                             |                                             |                                             |
| År                                          |                                             |                                             | Folkmängd                                   | Areal (ha)                                  |
| 1990                                        | 1990                                        |                                             | 184                                         | 36#                                         |
| 1995                                        | 1995                                        |                                             | 208                                         | 39                                          |
| 2000                                        | 2000                                        |                                             | 219                                         | 39                                          |
| 2005                                        | 2005                                        |                                             | 233                                         | 39                                          |
| 2010                                        | 2010                                        |                                             | 287                                         | 58                                          |
| 2015                                        | 2015                                        |                                             | 324                                         | 93                                          |
| 2020                                        | 2020                                        |                                             | 338                                         | 98                                          |
| Anm.: Ny tätort 1995 # Som småort.          |                                             |                                             |                                             |                                             |